# Chorizo cular

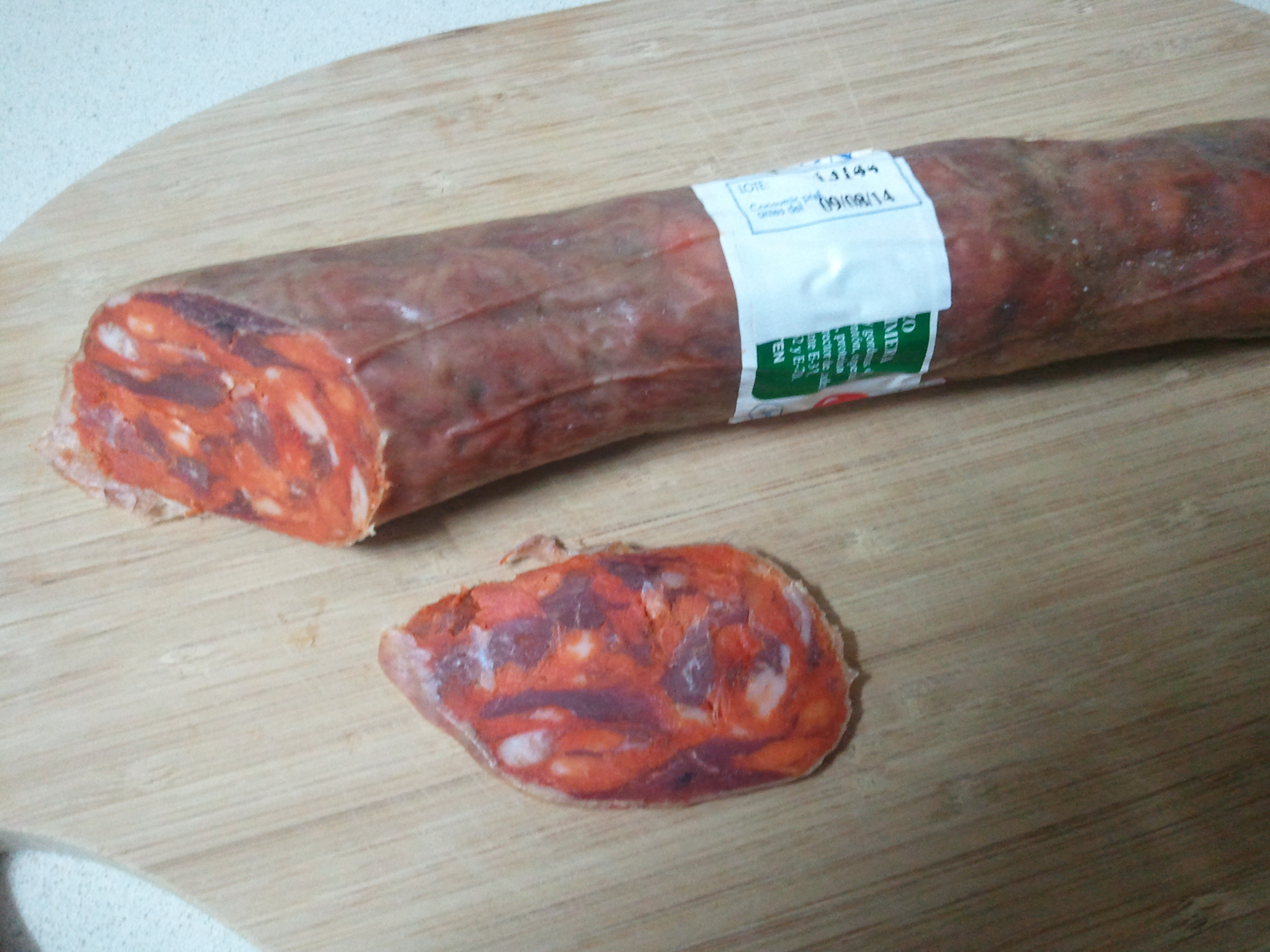
Chorizo cular

Chorizo cular – wysokokaloryczna odmiana hiszpańskiej kiełbasy chorizo, produkowana wyłącznie z szynki świń iberyjskich (cerdo ibérico). Wytwarzana w rejonie Salamanki.
Waga kiełbasy waha się między 0,8, a 1,4 kg. Długość to przeważnie około 60 cm. Dodatki to m.in. boczek, sól, papryka, czosnek, oregano, a także wino i oliwa.